# Macrolabis markakolicus
Macrolabis markakolicus är en tvåvingeart som beskrevs av Fedotova 1997. Macrolabis markakolicus ingår i släktet Macrolabis och familjen gallmyggor. Inga underarter finns listade i Catalogue of Life.